# Charles Burney (fill)
Charles Burney (Lynn, 1757-1817) fou un literat i eclesiàstic anglès.
Era fill de l'historiador Charles Burney (1726-1814), i es dedicà primer a l'ensenyança i després abraçà la carrera eclesiàstica, essent nomenat capellà del rei i més tard rector de Deptford (Londres).
Arribà a reunir una rica biblioteca, i escriví:
- Appendix in Lexicon Graecum a Scapula constructum (1789)
- Remarks on the Greek Verses of Milton (1790)
- Epistolas ineditae R. Bentleii (1807)
- Tentamen de metris ab Aeschylo in choribus canticis adhibitis (1809)
- Philemonis Lexicon Technologicum (1812)